# Ahmed Johnson
Anthony Norris (nascido em 6 de junho de 1963) é um ex-lutador profissional americano. Ele é mais conhecido por suas aparições na promoção de luta livre profissional World Wrestling Federation (WWF) entre 1995 e 1998, sob o nome de ringue Ahmed Johnson. Foi uma das estrelas mais proeminentes da WWF no início da Attitude Era. Na WWF, ele conquistou o WWF Intercontinental Championship, tornando-se o primeiro lutador afro-americano da empresa a conquistar esse título. Ele também foi o principal nome do evento In Your House 9: International Incident.

## Títulos e Prêmios
- Pro Wrestling Illustrated
  - PWI o colocou na  #5ª posição dos 500 melhores lutadores individuais em 1996[5]
  - PWI o colocou na  #380ª posição dos 500 lutadores individuais da história no PWI Years em 2003

- Texas All-Pro Wrestling
  - TAP Heavyweight Championship (1 vez)[6]

- United States Wrestling Association
  - USWA Unified World Heavyweight Championship (1 vez)[7][8]

- World Wrestling Federation
  - WWF Intercontinental Championship (1 vez)[9]
  - Kuwait Cup (1996)[10]
  - Slammy Award por New Sensation of the Squared Circle (1996)[11]